# San Trifone
San Trifone (Lampsaco, 232 – Nicea, 2 febbraio 250) è stato un giovane greco di fede cristiana che subì il martirio al tempo della persecuzione di Decio (249-251). È venerato come santo da tutte le Chiese che ammettono il culto dei santi.
San Trifone gode di un’ampia venerazione. Dapprima il suo culto era presente a Costantinopoli; da lì giunse a Cattaro, in Montenegro, e poi da Cattaro in diverse città dell’Italia. Fra queste per prima ci fu Roma, poi alcune cittadine in Puglia - fra cui Adelfia e Cerignola - e in seguito molte altre località italiane. Il santo viene venerato anche nell’est Europa: in Bulgaria e in Serbia si festeggia il “Giorno di San Trifone”, strettamente legato alla viticoltura, e a Mosca, in Russia, è venerato come patrono degli uccelli. Addirittura, per mano di alcuni migranti di Adelfia, il culto di San Trifone è giunto fino a Los Angeles, negli Stati Uniti.

## Biografia
Come spesso accade con i martiri dei primi secoli del cristianesimo, le prime attestazioni riguardanti Trifone sono contenute soltanto in un racconto agiografico risalente all’VIII secolo, e a volte non concordano.
Trifone nacque nel 232 a Lampsaco, una piccola cittadina vicino Nicea (o in alternativa a Camposede o Campsada, vicino Apamea di Frigia), in Frigia, che all’epoca era sotto dominazione romana. Secondo diverse fonti, Trifone era di umili origini, ed era un contadino o un guardiano di oche. I suoi genitori erano cristiani, come riferisce un manoscritto armeno. Suo padre morì quando era ancora bambino, e sua madre Eukaria si prese cura di lui e della sua educazione cristiana. Altre fonti invece sostengono che Trifone fosse di famiglia agiata, e nato e cresciuto proprio nella città di Nicea. Ciò che è certo è che fin da bambino si dedicò allo studio delle sacre scritture e alla conoscenza del Vangelo.
Già in vita gli vennero attribuiti diversi miracoli. Si dice che riuscì a scacciare il demonio, manifestatosi sotto forma di un basilisco, dal corpo della figlia dell’imperatore Gordiano III; per ricompensarlo, l’imperatore lo ricoprì di doni, che Trifone distribuì ai poveri mentre faceva ritorno al suo paese. Inoltre, si racconta che - col potere della preghiera - abbia liberato i campi di Lampsaco da stormi di locuste, salvando i suoi concittadini dalla carestia.
Nel 250, durante la persecuzione dei cristiani dell’imperatore romano Decio, Trifone venne arrestato dal prefetto Aquilino per essersi professato fieramente cristiano, disubbidendo all'editto imperiale che imponeva il paganesimo romano. Appena diciottenne fu condotto a Nicea, e, dopo tremende torture (a cui resistette), venne decapitato con una spada, subendo il martirio (che il sinassario di Costantinopoli data al 2 febbraio). Dei cristiani avvolsero il suo corpo con un velo, e volevano inizialmente seppellirlo a Nicea. Tuttavia una visione di Trifone impose loro di riportare le sue spoglie al villaggio natio di Lampsaco, e seppellirle lì.

## Miracoli attribuiti

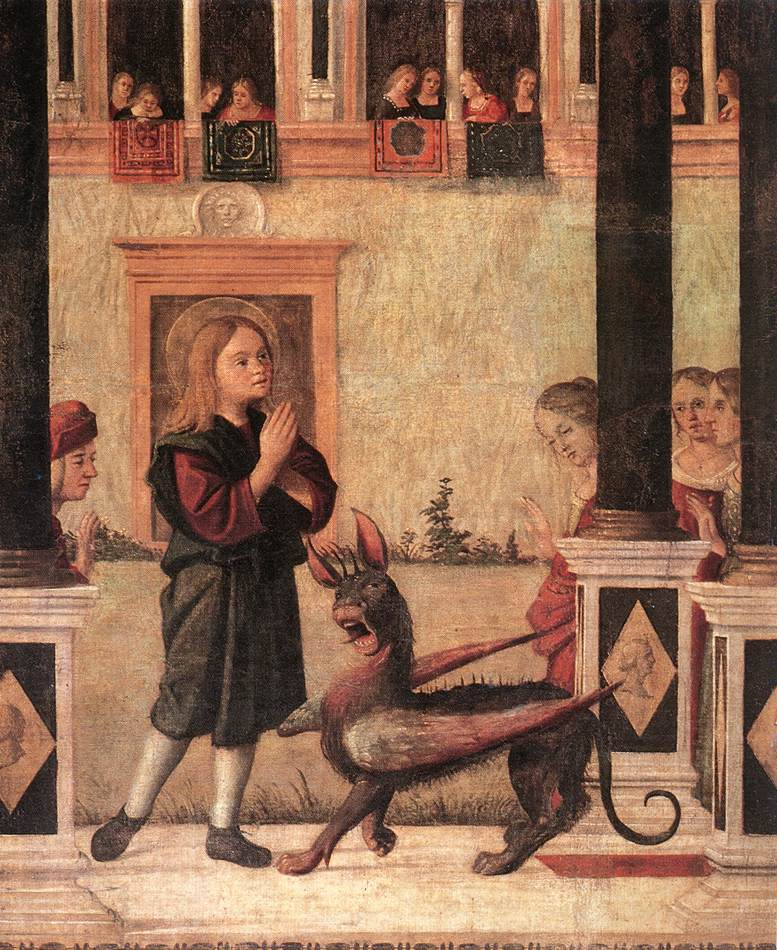
San Trifone ammansisce il basilisco, dipinto di Vittore Carpaccio

San Trifone è noto per i diversi miracoli che gli sono attribuiti, sia in vita che dopo la morte. Alcuni dei più famosi sono:
- L’esorcizzazione del demonio, in forma di basilisco, dal corpo della figlia di Gordiano III.[5]
- La liberazione in più occasioni dei campi da stormi di locuste o cavallette.[5][6]
- La guarigione di una donna cieca e di un ragazzo sordomuto.[2]
- La resurrezione di un ragazzo morto.[2]
- La protezione di una nave in tempesta.[2]

## Giorno di venerazione
In Oriente, San Trifone è sempre stato celebrato nei primi di febbraio (14 febbraio secondo l’antico calendario Giuliano, e 1 febbraio secondo quello Gregoriano). Il 17 dicembre 1594, Papa Clemente VIII pose la celebrazione del culto di San Trifone per la città di Cattaro al 3 febbraio, e universalmente al 10 novembre, data in cui le ossa del santo arrivarono a Roma. Ad oggi, il Martirologio romano pone la sua venerazione esclusivamente al 1 febbraio, anche se in Italia si festeggia spesso ancora il 10 novembre.
Fino a qualche tempo fa, il Martirologio - la cui ultima revisione maggiore risale al 2004 - riportava anche una venerazione proprio in data 10 novembre di tre santi: Trifone, Respicio e Ninfa, martiri a Nizza (che compaiono nei lavori del monaco Teodorico di Fleury, attorno al 1005). Si trattava molto probabilmente di una confusione, innanzitutto fra le città di Nizza e di Nicea; ad oggi infatti questa venerazione non compare più. Qualcuno crede invece che fosse un caso di omonimia, e che ci siano due martiri diversi chiamati Trifone.

## Culto nei Balcani

### Costantinopoli
Il culto di San Trifone era molto praticato a Costantinopoli, dove le spoglie del santo giacquero - dopo essere state trasferite da Lampsaco - fino all’809. Le chiese più antiche dedicate al martire sono state infatti edificate a Costantinopoli, una dall’imperatore Giustiniano il Grande, e l’altra da Giustino I. Si tratta di due basiliche, menzionate da Procopio nella sua opera “De Aedificiis”. In un'occasione, l’imperatore d’oriente Leone VI elogiò il santo.

### Cattaro
Nell’809, durante la lotta iconoclasta, una nave veneziana trafugò le reliquie di San Trifone da Costantinopoli in un sarcofago di pietra, per portarle in salvo a Venezia. Tuttavia, la nave fu sorpresa da una tempesta; attribuendola all’ira del santo, i marinai invocarono il suo perdono in cambio della salvezza. Riuscirono finalmente ad attraccare presso la città di Cattaro (nell’attuale Montenegro), dove costruirono a San Trifone una basilica per onorarlo e per ringraziarlo di averli risparmiati. Ad oggi su quel sito siede la Cattedrale di San Trifone a Cattaro. Dopodiché, la nave non fu più in grado di ripartire in mare, ma a Cattaro cominciarono a susseguirsi dei miracoli, attribuiti al santo. La gente del luogo iniziò a venerare San Trifone, che fu presto eretto a patrono della città. Da Cattaro, il culto si diffuse lungo tutta la costa orientale dell'Adriatico.

### Koufalia
Un culto di San Trifone, celebrato ogni anno il 1 febbraio, è presente anche a Koufalia, una città vicino Salonicco in Grecia (dove il santo è chiamato Tryphanus). Lì è considerato il patrono dei viticoltori.

### Il “Giorno di San Trifone” in Bulgaria

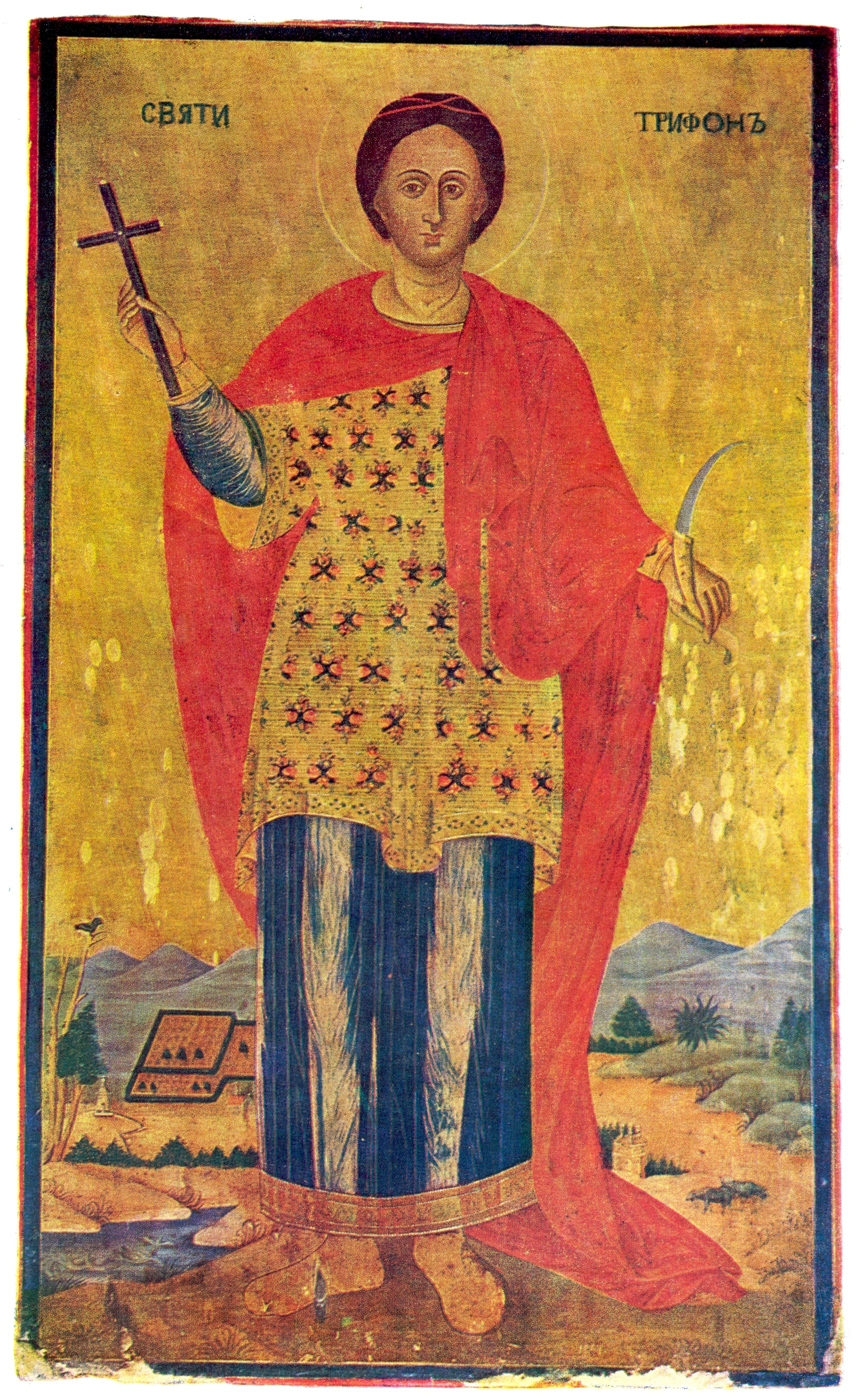
Icona bulgara di San Trifone a Sozopol, risalente al 1857. Il santo è rappresentato con le cesoie in mano.

In Bulgaria, si festeggia - almeno dall’inizio del XX secolo - il cosiddetto “Giorno di San Trifone”, anche detto “San Trifone il Potatore” (Tryphon Zarezan), un evento strettamente legato alla potatura delle vigne. Infatti, nell’iconografia bulgara il santo è spesso raffigurato con delle cesoie in mano. In origine la venerazione aveva luogo il 14 febbraio, come stabilito dal calendario Giuliano, assieme alla potatura. Tuttavia, quando nel 1968 anche la Chiesa ortodossa bulgara mise in uso il calendario Gregoriano, il giorno di venerazione del santo divenne il 1 febbraio, e quello della potatura delle vigne restò al 14 febbraio, poiché la data è più vicina alla primavera.
Il 1 febbraio si recita una preghiera speciale nelle chiese ortodosse, in cui i fedeli sono descritti come “le vigne del signore”. In alcune chiese, come il Monastero di Bačkovo, si legge anche una preghiera speciale contro i parassiti. Successivamente, si tengono processioni con l’icona di San Trifone, che attraversano il villaggio e le vigne, al di fuori del centro abitato. Il 14 febbraio avviene una potatura, anche se questa è simbolica: quella vera avverrà nel mese di marzo, quando le condizioni climatiche sono più adeguate. Le viti sono simbolicamente “annaffiate” con vino e acquasanta.
Nel Giorno di San Trifone, gli abitanti di un villaggio sono soliti condividere il pasto tutti insieme. Eleggono inoltre anche un “re dell’uva”, la cui bontà determina simbolicamente la qualità della viticoltura. Il vino scorre inoltre a fiumi, richiamando le antiche festività tracie in onore del dio Dioniso.

### Il “Giorno di San Trifone” in Serbia

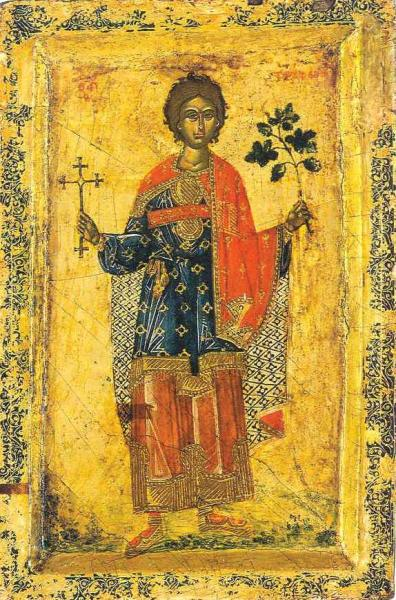
Icona serba di San Trifone, raffigurato con in mano una vigna

Anche in Serbia si festeggia il “Giorno di San Trifone”, con tradizioni analoghe alla Bulgaria. Anche in questo caso è strettamente legato alla potatura delle vigne, che vengono “innaffiate” col vino, e gli abitanti del villaggio mangiano tutti insieme. È tradizione che i vigneti si visitino all’alba, e che i pasti siano consumati proprio all’interno del vigneto. Nella regione di Timok, nella Serbia orientale, una donna incinta è inoltre invitata a entrare nella vigna e potare una vite, per portare simbolicamente a un buon raccolto e a un vino di alta qualità. La festa, ad oggi, è celebrata soprattutto dei villaggi di Iđoš, Neštin, Aradac, Mol, Dolovo, Topola, Negotin, Župa, e Fruška Gora.
L’iconografia serba, similmente ad altre nella cristianità ortodossa, raffigura San Trifone con in mano una vigna e una falce.

## Culto in Italia

### Roma
Nei primi anni del X secolo, da Cattaro il corpo di San Trifone - esclusa la testa - fu spostato a Roma, dove fu sepolto nella Chiesa di San Trifone in Posterula (più tardi assorbita nella Basilica di Sant’Agostino in campo Marzio). Più tardi, nel 1113, fu edificata un’altra chiesa in onore di San Trifone, in Piazza Fiammetta.

### Bari e provincie
Nel 1172, la diocesi di Cattaro fu posta sotto il controllo di quella di Bari, rimanendoci fino al 1828. Da questo momento in poi il culto di San Trifone si diffuse in provincia di Bari. Nel 1326, a Ceglie del Campo c’era una cappella dedicata al santo. Nel 1618 nella stessa Bari c’era un altare in pietra dedicato al santo, nella chiesa di San Gregorio.

#### Montrone (Adelfia)
Un altro altare dedicato a San Trifone era presente anche nel 1667 a Montrone, oggi Adelfia, dove delle reliquie del santo vennero donate proprio dal vescovo di Cattaro, per mezzo del vescovo di Gallipoli. Secondo la tradizione, nel 1691 San Trifone difese Montrone da un’epidemia di peste, e scacciò anche un’invasione di cavallette; il santo è per questo venerato come patrono di Montrone, e ogni anno dal 9 all’11 novembre si festeggia una festa patronale in suo onore, che fa convergere nella città turisti provenienti da tutta Italia grazie ai suoi spettacoli pirotecnici. Nell’iconografia adelfiese, San Trifone è presentato come un guerriero, dotato di lancia, con una cavalletta sulla fine.
Da Montrone nacque poi la venerazione anche a Bisceglie (dove nel 1939 nacque un’associazione a lui devota) e a Toritto. Addirittura, negli anni novanta degli emigranti montronesi fecero costruire un'immagine di San Trifone a Los Angeles, negli Stati Uniti d’America, dove la festa di San Trifone viene celebrata con una processione, la domenica prima del 10 Novembre.

### Cerignola
Nel 1585 e negli anni successivi, i campi della Puglia furono colpiti dalle invasioni delle locuste. Si narra che a Cerignola, in provincia di Foggia, si sia presentato attorno a questo periodo un sacerdote greco, membro dell’Ordine di San Basilio. Questo sacerdote incitò i cittadini a ricorrere all’aiuto di San Trifone, e lui stesso percorse le campagne invocando il santo, e allontanando le locuste. I cittadini riconobbero la protezione del santo, e lo acclamarono come patrono di Cerignola. Gli fu dedicata una cappella, con un quadro che lo rappresentava in mezzo si campo. Il 16 maggio 1917 vennero accolte nella città - e successivamente poste in un’urna - alcune reliquie del santo, che arrivavano da Roma, su concessione di Papa Benedetto XV. Fu inoltre commissionata una statua del santo, che venne portata in processione. Ad oggi San Trifone è un patrono minore di Cerignola, e si venera il 1 febbraio, come decreta il Martirologio romano.

### Cesarano (Tramonti)

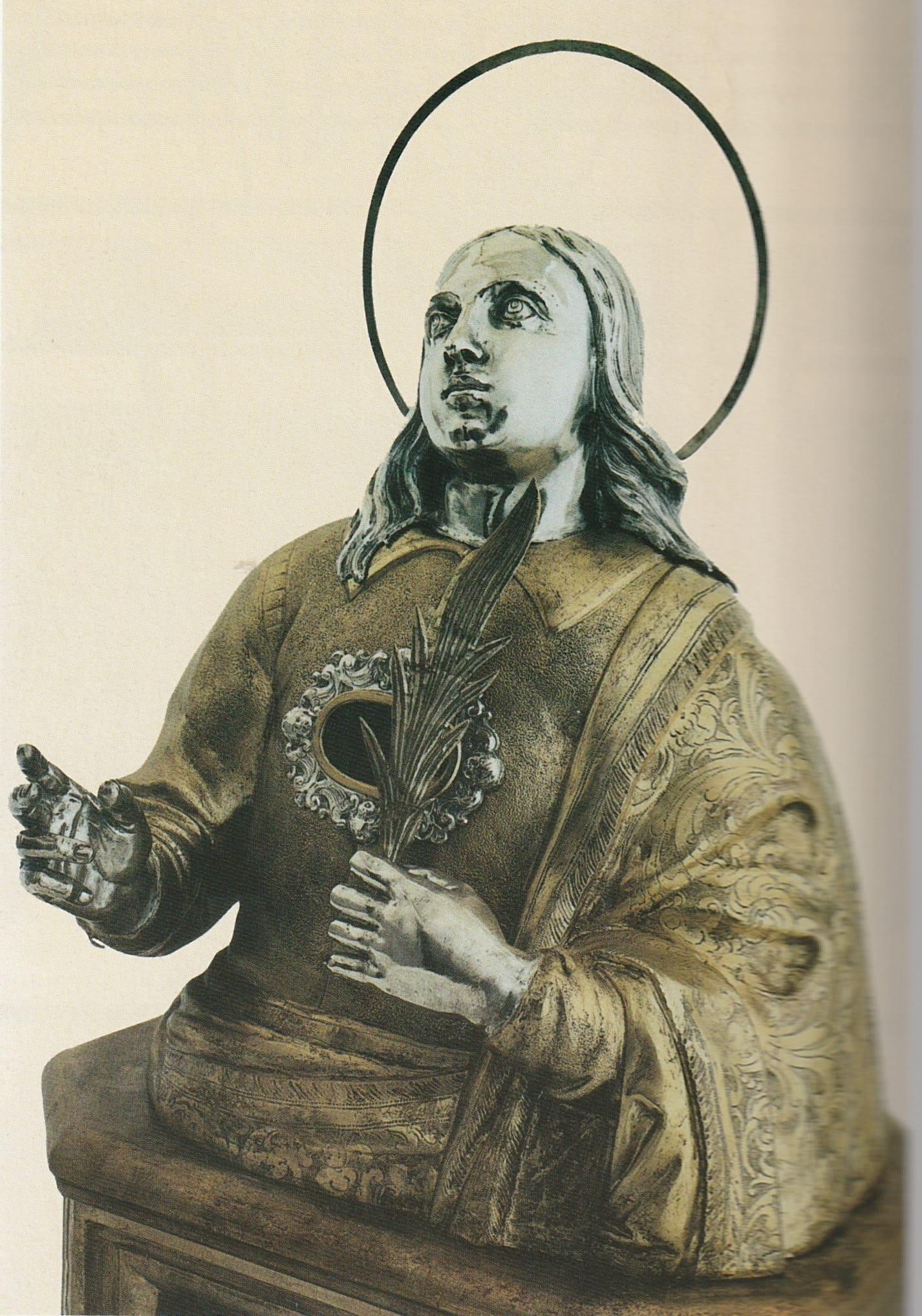
Busto reliquiario di San Trifone a Tramonti

La comunità di Cesarano, frazione del comune di Tramonti (provincia di Salerno), celebra San Trifone dal 1626. Cesarano conserva inoltre il braccio e il mignolo sinistro del santo come reliquie. I festeggiamenti vanno dal 7 al 13 Novembre; la mattina del giorno 10 si apre col suono delle campane e lo sparo dei mortaretti, alle 8:00, che annunciano i festeggiamenti. Alle 18:00 viene celebrata la messa, e a seguire ha luogo una processione del busto reliquiario del santo per le vie del paese. La giornata si conclude con un semplice spettacolo pirotecnico.

### Onano
Alcune reliquie di San Trifone sono custodite anche ad Onano, un piccolo paese in provincia di Viterbo. Esse furono portate lì nel 1656 da Enrico Sforza di Santafiora, poiché in quell’anno il territorio era stato colpito da peste. Il 19 aprile 1729 San Trifone fu proclamato patrono di Onano. Nella chiesa di Santa Maria della Conciliazione di Onano c’è una teca contenente una statua lignea del santo, datata all’Ottocento.

### Altre località italiane
Fra il XV e il XVI secolo, anche a Venezia nacque una scuola religiosa intitolata a San Trifone e a San Giorgio, con sede nella Chiesa di San Giovanni nel Tempio. Il culto si diffuse anche nella vicina Mestre, con una statua di San Trifone che venne posta nel Duomo di Mestre. Nel 1580, al santo venne dedicato un altare nella Cattedrale di Palermo. Fra le altre città italiane fin’ora non nominate che venerano San Trifone, o che ne conservano alcune reliquie, troviamo:
- in Calabria: Altilia, Frascineto.
- in Campania: Marzano di Nola, Ravello.
- in Puglia: Alessano, Galatina, Nardò, Pulsano, San Severo.

## Culto in Russia
In Russia, San Trifone è venerato come patrono degli uccelli e come protettore di Mosca.

### Mosca
Una storia riporta che un giorno lo Zar Ivan il Terribile stava cacciando, e il suo falconiere permise al suo falco preferito di volare via. A quel punto lo Zar incaricò il falconiere Tryphon Patrikeiev di ritrovare il falco in tre giorni, o altrimenti sarebbe stato giustiziato. Il terzo giorno, esausto, Tryphon tornò a Mosca senza aver ritrovato il falco. Pregò allora ferventemente il suo santo patrono, San Trifone, affinché lo aiutasse.
Sognò in quel momento un giovane su un cavallo bianco, che teneva in mano il falco dello Zar, e che gli disse: “Tieni l’uccello perduto, vai dallo Zar, e non addolorarti”. Quando si svegliò, vide il falco su un pino. Lo portò dallo Zar, e gli disse dell’aiuto miracoloso che aveva ricevuto da San Trifone. Grato dell’aiuto ricevuto, Tryphon Patrikeiev costruì una cappella al Santo sul punto in cui gli era apparso in sogno. Più tardi, gli costruì anche una chiesa a Mosca. Da allora San Trifone è venerato come protettore di Mosca, e l’iconografia russa lo rappresenta con un falco sul braccio.

## Culto negli Stati Uniti

### Los Angeles
Per mano di migranti italiani provenienti da Adelfia, il culto di San Trifone è arrivato anche a Los Angeles, negli Stati Uniti d’America. Nel 1936 venne fondata la “San Trifone Society”, come parte della Chiesa italiana di San Pietro, che raccoglie la comunità italiana di Los Angeles. I membri della Society sono devoti al loro santo, e si sono impegnati a mantenere la sua tradizione viva, anche nella loro nuova patria. Il santo viene venerato con una processione, la Domenica prima del 10 Novembre (data in cui si festeggia San Trifone ad Adelfia), che è preceduta da una messa nella Chiesa di San Pietro. Durante la processione viene portata in spalla dai devoti una statua del santo, risalente agli anni novanta. La celebrazione continua con una danza e una cena, a cui partecipano più di 500 persone.